# Religión en Palaos
En la religión en Palaos domina el catolicismo, aproximadamente el 65% de la población de Palaos son miembros.  Las estimaciones de otros grupos religiosos con una membresía considerable incluyen las diversas denominaciones de evangelicalismo, 2.000; Adventistas del séptimo día, 1.000; la Iglesia de Jesucristo de los Santos de los Últimos Días (mormones), 300; y los Testigos de Jehová, 90. Modekngei, que abarca tanto las creencias animistas como las cristianas y es única en el país, tiene aproximadamente 1.800 adeptos, y una comunidad de 6.800 expatriados, principalmente católicos filipinos.
Además, se estima que alrededor del 0,8% de la población era budista en 2010 y que el 0,2% practicaba elementos de la religión popular china también. Se estima que el 0,7% de la población en 2010 practicaba la Fe Bahá'í y el 0,1% practicaba el hinduismo. 2,4% identificados como agnósticos mientras que menos del 0,1% de la población identificada como ateos.
Desde la llegada de los sacerdotes jesuitas a principios del siglo XIX, los misioneros extranjeros han estado activos; algunos han estado en el país durante muchos años. Durante el mandato japonés, las misiones cristianas japonesas fueron fuertemente subsidiadas; a los budistas nativos japoneses se les dio una miseria comparativa. El gobierno japonés llevó el budismo Mahayana y el sintoísmo a Palaos, con el sincretismo de que ambos eran la religión mayoritaria entre los colonos japoneses. Sin embargo, después de la derrota de Japón en la Segunda Guerra Mundial, muchos de los japoneses se convirtieron al cristianismo, mientras algunos continuaron observando el budismo, pero dejaron de practicar los ritos sintoístas, Las iglesias adventistas y evangélicas del séptimo día tienen misioneros que enseñan en sus respectivas escuelas primarias y secundarias. También hay aproximadamente 400 bengalíes musulmanes en Palaos, y recientemente se permitió que unos pocos uigures detenidos en la Bahía de Guantánamo se establecieran en la nación isleña. Hay dos mezquitas en Palaos, una de las cuales está ubicada en Koror.
La Constitución establece la libertad de religión, y el gobierno generalmente respeta este derecho en la práctica. El gobierno de Estados Unidos no encontró ningún informe de abusos sociales o discriminación basados en creencias o prácticas religiosas.